# 樋ノ口駅
樋ノ口駅（ひのくちえき）は、秋田県平鹿郡平鹿町醍醐（開業時は旧・平鹿郡醍醐村下樋口、現・横手市平鹿町醍醐）にあった羽後交通横荘線（旧・横荘鉄道）の駅（廃駅）である。横荘線の廃線に伴い1971年（昭和46年）7月20日に廃駅となった。
なお、駅名表記は「樋ノ口」と「樋の口」が混在しているが、本項は羽後交通横荘線の研究書『RM LIBRARY 61 羽後交通横荘線』（著：若林宣、ネコ・パブリッシング、2004年9月発行）にて採用されている「樋ノ口」にて記載する。

## 歴史
- 1918年（大正7年）8月18日：横荘鉄道横手駅 - 沼舘駅間開通に伴い開業[1][2][3][4]。
- 1944年（昭和19年）6月1日：鉄道会社名を羽後鉄道に改称。路線名を横荘線に制定。それに伴い羽後鉄道横荘線の駅となる[1][2][5]。
- 1947年（昭和22年）
  - 7月23日：豪雨による路盤及び橋脚損壊により横荘線全区間運休、当駅も営業休止となる[3][6]。
  - 7月29日：横手駅 - 舘合駅間が復旧、当駅も営業再開となる[3][6]。
- 1952年（昭和27年）2月15日：鉄道会社名を羽後交通に改称。それに伴い羽後交通横荘線の駅となる[1][2][3][5]。
- 1971年（昭和46年）7月20日：横荘線の廃線に伴い廃止となる[1][2][3][5]。

## 駅構造
廃止時点で、単式ホーム1面1線を有する地上駅であった。ホームは線路の南側（老方方面に向かって左手側）に存在した。転轍機を持たない棒線駅となっていた。
無人駅となっており、駅舎は無いがホーム東側出入口附近に待合所を有した。待合所は比較的新しい作りであった。ホームは横手方に階段を有し駅施設外に連絡していた。
駅名は、羽後交通の資料には「樋ノ口」「樋の口」の双方が使用されていた。

## 駅周辺
周囲は水田であった。
- 善福寺

## 駅跡
1999年（平成11年）時点では、すでに区画整理がされており、駅跡は残っていなかった。
また、当駅跡附近の線路跡は1999年（平成11年）時点では道路に転用されていた。

## 隣の駅
羽後交通
横荘線
横手駅 - 樋ノ口駅 - 東浅舞駅
かつて横手駅と当駅との間に栄村駅（栄村停留場）が存在した（1918年（大正7年）8月18日開業、1921年（大正10年）5月1日廃止）。